# Ribeirinha (Lajes do Pico)
Ribeirinha ist eine Gemeinde (Freguesia) im portugiesischen Kreis (Município) Lajes do Pico auf der Azoreninsel Pico. In ihr leben 343 Einwohner (Stand 19. April 2021).